# Distretto di Challhuahuacho
Il distretto di Challhuahuacho è un distretto del Perù nella provincia di Cotabambas (regione di Apurímac) con 7.321 abitanti al censimento 2007 dei quali 1.667 urbani e 5.654 rurali.
È stato istituito il 18 novembre 1994.